# Stradonice (okres Kladno)
Stradonice jsou obec v okrese Kladno ve Středočeském kraji. Leží v údolí Zlonického potoka na jihu Dolnooharské tabule, zhruba 7,5 kilometru severozápadně od Slaného a sedmnáct kilometrů severozápadně od Kladna. Žije zde 144 obyvatel.

## Historie
První písemná zmínka o obci pochází z roku 1318.
Ve vsi Stradonice (549 obyvatel) byly v roce 1932 evidovány tyto živnosti a obchody: cihelna, 4 hostince, kolář, 2 kováři, 2 krejčí, mlýn, 2 obuvníci, 20 rolníků, 2 řezníci, 4 obchody se smíšeným zbožím, spořitelní a záložní spolek pro Stradonice, 2 trafiky.

## Obyvatelstvo
| Rok            | 1869 | 1880 | 1890 | 1900 | 1910 | 1921 | 1930 | 1950 | 1961 | 1970 | 1980 | 1991 | 2001 | 2011 | 2021 |
| -------------- | ---- | ---- | ---- | ---- | ---- | ---- | ---- | ---- | ---- | ---- | ---- | ---- | ---- | ---- | ---- |
| Počet obyvatel | 243  | 252  | 252  | 266  | 261  | 261  | 241  | 187  | 198  | 172  | 150  | 127  | 100  | 119  | 141  |
| Počet domů     | 35   | 38   | 39   | 42   | 47   | 50   | 56   | 59   | 57   | 51   | 43   | 54   | 53   | 53   | 54   |

## Obecní správa

### Územněsprávní začlenění
Dějiny územněsprávního začleňování zahrnují období od roku 1850 do současnosti. V chronologickém přehledu je uvedena územně administrativní příslušnost obce v roce, kdy ke změně došlo:
- 1850 země česká, kraj Praha, politický i soudní okres Slaný[7]
- 1855 země česká, kraj Praha, soudní okres Slaný[7]
- 1868 země česká, politický i soudní okres Slaný[7]
- 1939 země česká, Oberlandrat Kladno, politický i soudní okres Slaný[8]
- 1942 země česká, Oberlandrat Praha, politický i soudní okres Slaný[9]
- 1945 země česká, správní i soudní okres Slaný[10]
- 1949 Pražský kraj, okres Slaný[11]
- 1960 Středočeský kraj, okres Kladno[12]
- k 1. lednu 1980 Středočeský kraj, okres Kladno, městys Zlonice[13]
- k 1. lednu 1992 Středočeský kraj, okres Kladno[13]

## Doprava
- Pozemní komunikace – Do obce vedou silnice III. třídy.
- Železnice – Obec Stradonice leží na železniční trati 110 z Kralup nad Vltavou a Slaného do Loun. Jedná se o jednokolejnou celostátní trať, doprava byla v úseku Podlešín - Louny zahájena v roce 1873. Železniční stanice ale na území obce není. Nejblíže obci je železniční zastávka Páleček ve vzdálenosti jeden kilometr, ve vzdálenosti dva kilometry je železniční stanice Zlonice ležící na trati 110 z Kralup nad Vltavou a Slaného do Loun.
- Veřejná doprava 2011 – V obci zastavovala v pracovních dnech autobusová linka Slaný-Klobuky-Vraný (4 spoje tam i zpět) (dopravce ČSAD Slaný, a.s.). O víkendu byla obec bez dopravní obsluhy.

## Pamětihodnosti
- Sousoší svatého Jana a svatého Pavla
- Boží muka
- Sýpka u čp. 2